# Barbosella orbicularis
Barbosella orbicularis är en orkidéart som beskrevs av Carlyle August Luer. Barbosella orbicularis ingår i släktet Barbosella och familjen orkidéer. Inga underarter finns listade i Catalogue of Life.